# Pauline Johnson
Emily Pauline Johnson, también conocida como Tekahionwake (Brantford, Ontario, 10 de marzo de 1861 - Vancouver, 7 de marzo de 1913), fue una escritora amerindia iroquesa.

## Biografía
Nació en la Reserva India de las Seis Naciones, hija del intérprete y caudillo mohawk Teyonnhehkewea, conocido también como George Henry Martin Johnson (1816-1884), de madre medio europea, que fue apaleado en 1865 y herido en 1873 por intentar erradicar el tráfico ilegal de alcohol y madera en la reserva, y de una emigrante nacida en Inglaterra, Emily Susanna Howells Johnson (1824-1898). Aunque tuvieron que vencer múltiples dificultades para que su matrimonio fuera aceptado por sus familias y por la misma iglesia, consiguieron ser aceptados en los altos círculos de la sociedad canadiense y disfrutaron de un alto nivel de vida dentro de la clase alta canadiense. La casa de los Johnson fue visitada por intelectuales, artistas y políticos, como el inventor Alexander Graham Bell, el pintor Homer Watson, el famoso antropólogo Horatio Hale y el gobernador general de Canadá Dufferin.
Emily y George Johnson animaron a sus cuatro hijos a respetar y conocer tanto la cultura Mohawk como la inglesa. Debido a que los niños nacieron de un padre nativo, por la ley británica se consideraban legalmente mohawk, pero, como su madre era inglesa, fueron excluidos de algunos aspectos de cultura matrilineal y matriarcal mohawk. Su abuelo paterno, John Smoke Johnson, jefe árbol de pino, constituyó una autoridad en la vida de sus nietos y les contó muchas historias en lengua mohawk, que comprendían, pero no hablaban con fluidez. Pauline Johnson dijo que ella heredó el talento para la oratoria de su abuelo, cambió su nombre por uno indígena que se traduce por Dos vidas y se dedicó a componer poesía en inglés y a declamarlos en distintos recitales. En la última etapa de su vida lamentó no haber profundizado más en la cultura mohawk. 
Como era una niña enfermiza, no asistió regularmente a la escuela. Su educación fue sobre todo en casa e informal, por parte de su madre y una serie de institutrices no indígenas, y después no poco autodidacta por medio de una voraz lectura en la gran biblioteca de la familia. Se familiarizó con las obras literarias de Lord Byron, Alfred Tennyson, John Keats, Robert Browning y John Milton. Disfrutaba leyendo narraciones sobre los pueblos indígenas americanos, como el poema de Longfellow La canción de Hiawatha o Wacousta de John Richardson.
A los catorce años, Johnson fue al colegio central de Brantford con su hermano Allen y se graduó en 1877. Una compañera de clase fue Sara Jeannette Duncan, que desarrolló su propia carrera profesional periodística y literaria.

## Trayectoria literaria
En la década de 1880 Pauline Johnson escribió obras de aficionados donde también actuó: le gustaba el aire libre y viajó en canoa por Canadá. En 1883 publicó su primer poema extenso, My Little Jean, en Gems of Poetry. Nueva York. Desde entonces no paró de escribir y publicar regularmente.
Tras el fallecimiento de su padre en 1884, la familia alquiló la gran casa de Chiefswood y Pauline, su hermana y su madre se mudaron a una casa más pequeña en Brantford. De su trabajo vivían también todos ellos y descubrió que con la literatura podía ganarse la vida. Johnson estuvo con su madre hasta su muerte en 1898.
En 1885, Charles G. D. Roberts publicó A Cry from an Indian Wife (Grito de una esposa india) en The Week, una revista de Goldwin Smith en Toronto. Se trataba de un poema narrativo histórico sobre la batalla de Cut Knife Creek durante la Rebelión del Noroeste, y Roberts y Johnson se convirtieron en amigos de por vida. Johnson promovió su identidad como Mohawk, pero pasó poco tiempo en su vida adulta con este pueblo indio. En 1885 viajó a Buffalo, Nueva York, para asistir a una ceremonia en honor del líder iroqués Sagoyewatha, también conocido como Red Jacket, y escribió un poema que expresa su admiración por él, pero que es también un alegato en pro de la reconciliación entre los pueblos británicos y nativos.
En 1886 Johnson recibió el encargo de componer un poema para conmemorar la inauguración en Brantford de una estatua en honor a Joseph Brant, un jefe Mohawk importante durante y después de la guerra revolucionaria americana. Su Oda a Brant se leyó en una ceremonia el 13 de octubre ante "la multitud más grande que la pequeña ciudad había visto". Hizo un llamamiento a la fraternidad entre los nativos y los canadienses blancos bajo la autoridad imperial británica. El poema provocó un largo artículo en el Globe de Toronto y aumentó el interés por la poesía y herencia de Johnson. El empresario Brantford William F. Cockshutt tuvo que leer el poema en la ceremonia, porque Johnson era demasiado tímida.
Durante la década de 1880 Johnson fue construyendo su reputación como escritora canadiense publicando regularmente en periódicos como Globe, The Week y Saturday Night. A finales de esta década y principios de 1890 publicaba casi todos los meses, la mayor parte de las veces en Saturday Night. Johnson contribuyó a forjar una literatura nacional más variada y rica. La inclusión de dos de sus poemas en la antología de W. D. Lighthall Songs of the Great Dominion (1889) vino a reconocer su trabajo, y Theodore Watts-Dunton alabó sus poemas en la reseña del libro. Citó entero su poema In the Shadows y la llamó "la poetisa más interesante que ahora vive". En sus primeros trabajos, Johnson escribió sobre todo acerca de la vida canadiense, sus paisajes y el amor al modo postromántico, reflejo de los intereses literarios que compartía con su madre en lugar de su herencia Mohawk.
La Asociación Liberal de Jóvenes la invitó a una noche de autores canadienses que se celebró 16 de enero de 1892 en la Galería de la Escuela de Arte de Toronto. Ella era la única mujer del evento y leyó a una multitud desbordante junto a luminarias como Lighthall, William Wilfred Campbell y Duncan Campbell Scott. Una reseña del acto dijo así:

El equilibrio y la gracia de esta hermosa joven, de pie frente a ellos, cautivaron al público incluso antes de que ella comenzara a recitar, no a leer, como habían hecho los otros, su "Grito de una esposa india". Ella fue la única entre todos que fue llamada de nuevo para hacer un "bis". Se anotó un triunfo personal y salvó que la noche se convirtiera en un desastre.

Después de su primera temporada de recitales, decidió subrayar los aspectos indios de su poesía mediante el uso de un traje ceremonial femenino indio. Lo llevaba en la primera parte del espectáculo, cuando se recitaban sus monólogos dramáticos "indígenas". En el intermedio se cambiaba a un vestido inglés a la moda de forma que, en la segunda mitad, aparecía como una dama victoriana para recitar sus versos "ingleses". Estos aspectos del espectáculo la hicieron muy popular.
También en la década de 1890 se dio la máxima popularidad de espectáculos como el Buffalo Bill Cody Wild West Show o las exposiciones etnológicas aborígenes. Sus hermanos y ella habían heredado una colección de artefactos de su padre que incluía elementos significativos tales como cuentas de concha, cinturones y máscaras espirituales. Usó algunos de estos efectos en sus representaciones teatrales, pero los vendió más tarde a museos como el Provincial de Ontario o a coleccionistas, como por ejemplo el prominente ciudadano George Gustav Heye.
Después de retirarse en agosto de 1909, Johnson se mudó a Vancouver, en la Columbia Británica, pero siguió escribiendo para el Daily Province, fundamentalmente historias que le contó su amigo el jefe squamish Joe Capilano. En 1911, para ayudar a sostener a Johnson, enferma y pobre, un grupo de amigos reunió y publicó estas historias bajo el título de Leyendas de Vancouver, un clásico de la literatura de esta ciudad en que se recogen muchas leyendas etiológicas sobre el origen de rocas, islotes y lagos.
La póstuma Shagganappi (1913) y El hombre que hacía mocasines (1913) son colecciones de historias seleccionadas publicadas por primera vez en los periódicos. Johnson escribió sobre una gran variedad de temas sentimentales, didácticos y biográficos. Veronica Strong-Boag y Carole Gerson han proporcionado un índice cronológico provisional de sus obras (2000).

## Fallecimiento
Johnson murió de cáncer de mama en Vancouver (Columbia Británica) el 7 de marzo de 1913. Su funeral, el más grande hasta entonces en la historia de Vancouver, se celebró el día que habría sido su quincuagesimosegundo cumpleaños. Sus cenizas están enterradas cerca de Siwash Rock, en el Parque Stanley, que siempre había amado particularmente. En 1922 fue erigido un monumento en el lugar de su eterno descanso, con una inscripción:

En memoria de alguien cuya vida y escritos elevaron y bendijeron nuestra nación

## Ascendencia
| \| \| \| \| \| \| \| \| \| \| \| \| \| \| \| \| \| \| \| \| 4. John Smoke Johnson \| \| \| \| \| \| \| \| \| \| \| \| \| \| \| \| \| \| \| \| \| \| \| \| \| \| \| \| \| \| \| \| \| \| \| \| \| \| \| \| \| \| \| \| \| \| \| \| \| \| \| \| \| \| 2. George Henry Martin Johnson \| \| \| \| \| \| \| \| \| \| \| \| \| \| \| \| \| \| \| \| \| \| \| \| \| \| \| \| \| \| \| \| \| \| \| \| \| \| \| \| \| \| \| \| \| \| \| \| \| \| \| \| \| \| 1. Pauline Johnson \| \| \| \| \| \| \| \| \| \| \| \| \| \| \| \| \| \| \| \| \| \| \| \| \| \| \| \| \| \| \| \| \| \| \| \| \| \| \| \| \| \| \| \| \| \| \| \| \| \| \| \| \| \| 3. Emily Susanna Howells Johnson \| \| \| \| \| \| \| \| \| \| \| \| \| \| \| \| \| \| \| \| \| \| \| \| \| \| \| \| \| \| \| \| \| \| \| \| \| \| \| \| \| \| \| \| \| \| \| \| \| \| \| \| |                                  |  |  |  |  |  |  |  |  |  |  |  |  |  |  |  |
| |                                  |  |  |  |  |  |  |  |  |  |  |  |  |  |  |  |
| | 4. John Smoke Johnson            |  |  |  |  |  |  |  |  |  |  |  |  |  |  |  |
| |                                  |  |  |  |  |  |  |  |  |  |  |  |  |  |  |  |
| |                                  |  |  |  |  |  |  |  |  |  |  |  |  |  |  |  |
| | 2. George Henry Martin Johnson   |  |  |  |  |  |  |  |  |  |  |  |  |  |  |  |
| |                                  |  |  |  |  |  |  |  |  |  |  |  |  |  |  |  |
| |                                  |  |  |  |  |  |  |  |  |  |  |  |  |  |  |  |
| | 1. Pauline Johnson               |  |  |  |  |  |  |  |  |  |  |  |  |  |  |  |
| |                                  |  |  |  |  |  |  |  |  |  |  |  |  |  |  |  |
| |                                  |  |  |  |  |  |  |  |  |  |  |  |  |  |  |  |
| | 3. Emily Susanna Howells Johnson |  |  |  |  |  |  |  |  |  |  |  |  |  |  |  |
| |                                  |  |  |  |  |  |  |  |  |  |  |  |  |  |  |  |
| |                                  |  |  |  |  |  |  |  |  |  |  |  |  |  |  |  |